# Kara (religia)
Kara doczesna – kara będąca skutkiem, następstwem grzechu, pozostająca we wnętrzu człowieka, dopóki nie dozna on oczyszczenia i uzdrowienia.
W uwalnianiu człowieka od tych właśnie „kar doczesnych” za grzechy, które są mu odpuszczone w sakramencie spowiedzi, pomaga mu odpust.
Człowiek stara się przez całe życie o darowanie „kar doczesnych”, gdy dąży do zmiany, poprawy życia i do zmiany usposobienia wewnętrznego, jeśli gardzi swoim grzechem a dąży do ściślejszego zjednoczenia się z Bogiem. W tym wysiłku Kościół wspiera chrześcijanina, dając mu możliwość uzyskania odpustu, czyli darowania kar doczesnych. Jeżeli nie zdoła tego osiągnąć w życiu, to Kościół wskazuje, że może tego dopełnić w czyśćcu – stanie oczyszczenia po śmierci. Modlitwa Kościoła za zmarłych mówi chrześcijanom o tej realnej pomocy w tym procesie „darowania kary” w stanie czyśćca.